# فریکهام
فریکهام (به انگلیسی: Friockheim) یک روستا در بریتانیا است که در آنگوس واقع شده‌است.